# Игумнов, Александр Иванович
Александр Иванович Игумнов (1908—1988) — заслуженный мастер спорта СССР (футбол, хоккей с мячом, 1948) заслуженный тренер СССР (хоккей, 1965).

## Биография
Карьеру футболиста хоккеиста с мячом начал в московских командах РКСМ, «Сахарники», РКимА.
С 1935 года начал выступать за «Спартак», который и стал главной командой его жизни.
Играл за сборные Москвы и ВЦСПС по хоккею с мячом. Чемпион СССР (1933) по хоккею с мячом в составе сборной Москвы. В 1936 году был включён в список 22 лучших игроков сезона. Финалист Кубка СССР (1948) по хоккею с мячом.
Участник Великой Отечественной войны. Имеет боевые награды. В 1968 году награждён медалью «За трудовое отличие».
Был в числе первых хоккейных тренеров СССР. Тренер сборной Москвы в матчах с ЛТЦ в 1948. В 1946—1955 и 1958—1959 — старший тренер «Спартака». Под его руководством команда завоевала бронзу (1947) и серебро (1948) первых чемпионатов.
Тренер юношеской команды «Спартака» — 1955/56-57/58, 1959/60. Главный тренер ДЮСШ «Спартак» — 1960-69. Начальник команды «Спартак» — 1967/68.
Умер 14 марта 1988 года, похоронен на Востряковском кладбище Москвы.